# Sargus inactus
Sargus inactus är en tvåvingeart som beskrevs av Walker 1859. Sargus inactus ingår i släktet Sargus och familjen vapenflugor. Inga underarter finns listade i Catalogue of Life.